# Wasabi

Wasabi —  мережа ресторанів швидкого харчування, орієнтована на японську їжу, особливо суші та бенто, головний офіс знаходиться в Сполученому Королівстві, а ресторани розташовані загалом в Лондоні та Нью-Йорку, з філіями в інших місцях Англії станом на 2019 рік. Wasabi було засновано в Лондоні в 2003 році корейським підприємцем Дон Х’юн Кімом.

## Фінансування
У жовтні 2016 року компанія отримала 25 мільйонів фунтів боргового фінансування від HSBC для підтримки розширення.

## Ресторани
Станом на січень 2015 року мережа мала 37 ресторанів у центрі Лондона, також компанія відкрила свій перший ресторан в Нью-Йорку.
У червні 2015 року було відкрито ресторан у Кембриджі. Станом на лютий 2018 року у Wasabi налічує 61 ресторан по всьому світу. З жовтня 2017 року Wasabi також відкриває прилавки суші в деяких магазинах M&S.

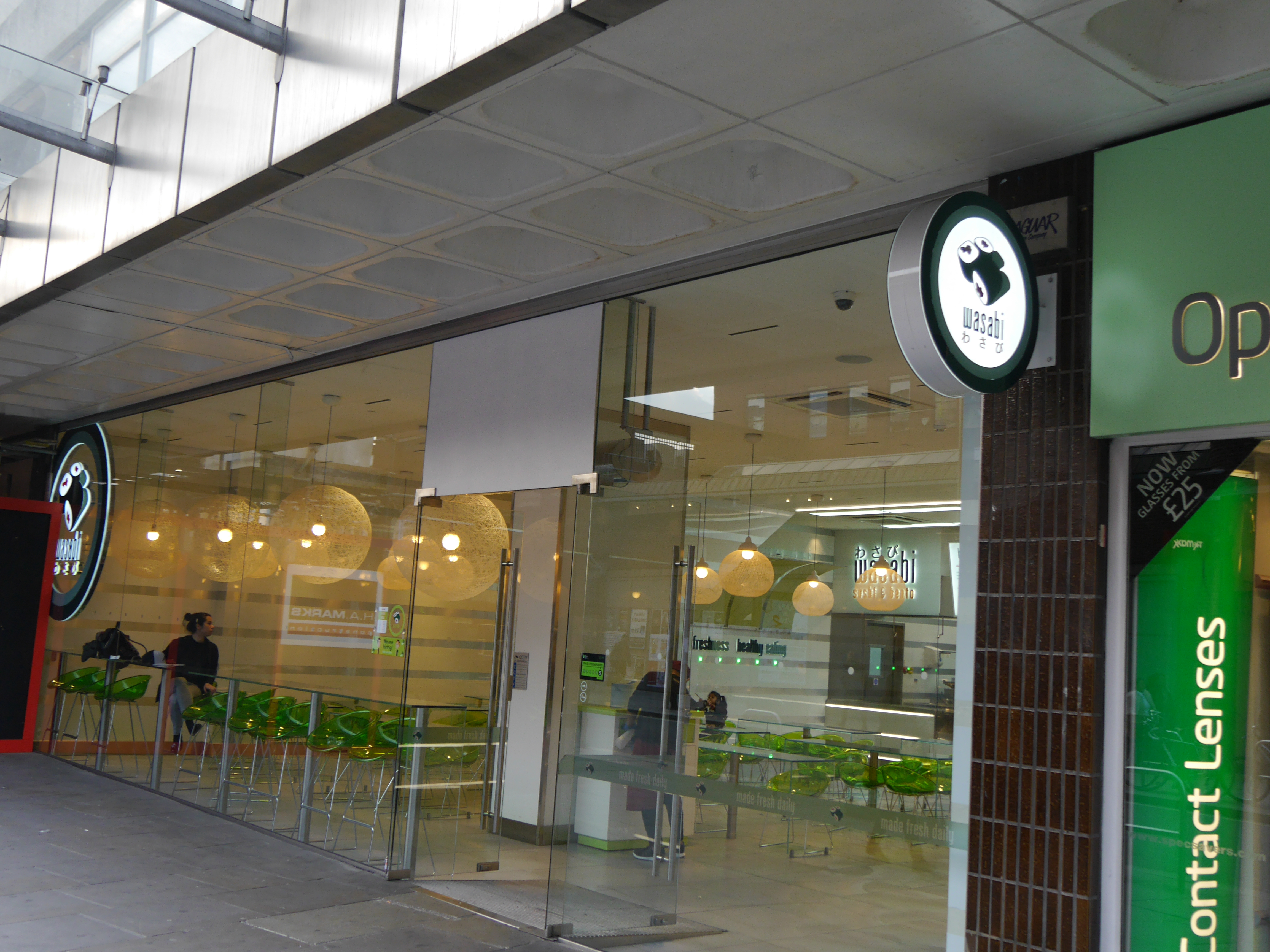
Wasabi, Кінг стрит, Гаммерсміт, Лондон
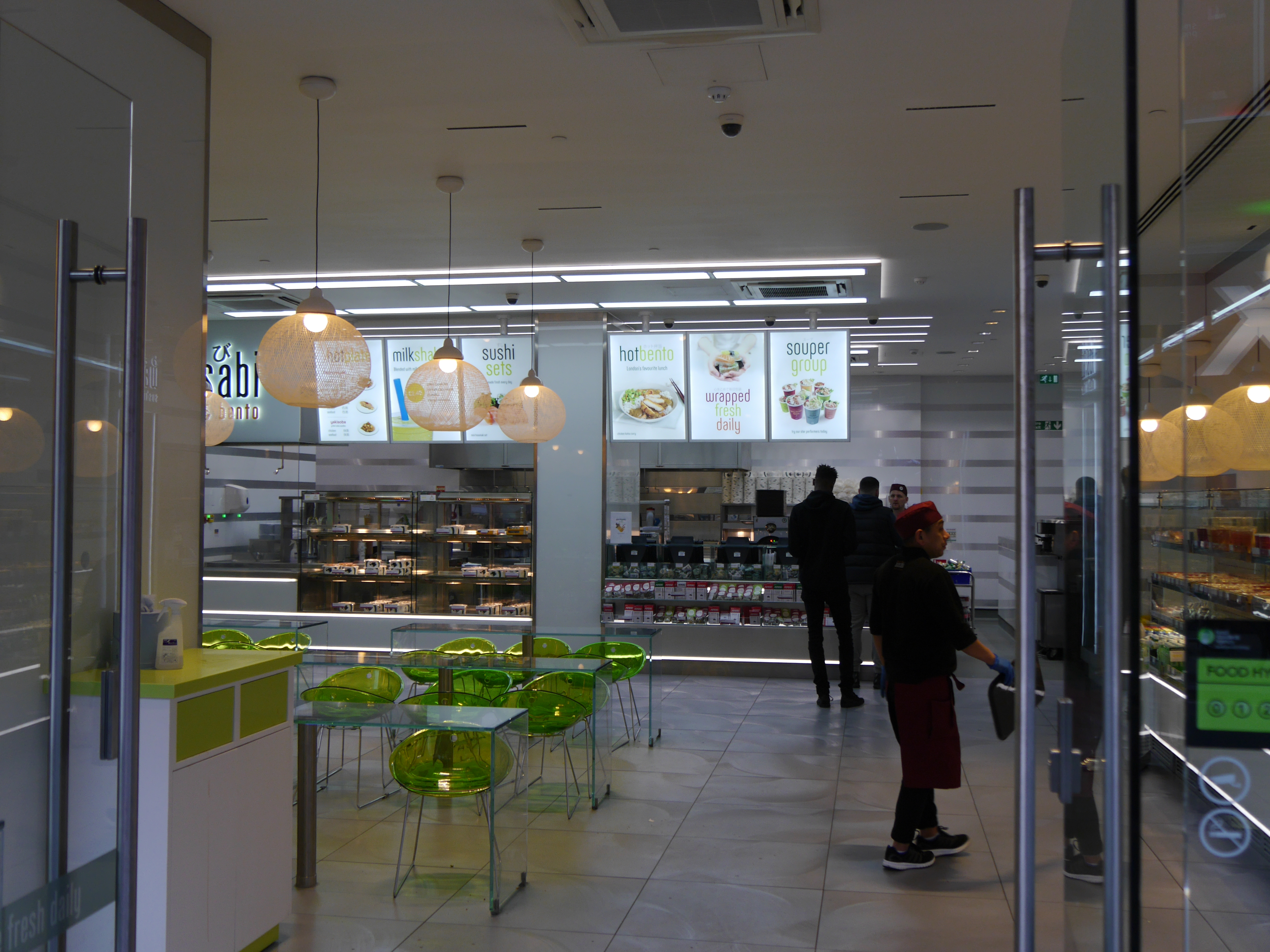
Wasabi, Кінг стрит